# Stemma codicum
Ein Stemma codicum (von gr.-lat. stemma, Stammbaum; Plural: Stemmata) ist eine graphische Darstellung der mit Hilfe der Textkritik ermittelten Beziehungen zwischen verschiedenen Textzeugen eines Werkes.

## Erstellung
Ein Stemma drückt in graphischer Form sehr knapp die Ergebnisse textkritischer Forschungen aus. Die Beziehungen zwischen den erhaltenen und erschlossenen Textzeugen, die es darstellt, werden vor allem aufgrund markanter gemeinsamer Eigenschaften erschlossen, z. B. Umstellungen, Lücken oder andere sogenannte Leitfehler.

## Gestaltung

Stemma codicum zu den Werken des Plautus nach Cesare Questa

Alle Textzeugen werden durch Siglen repräsentiert. Üblich ist die Verwendung von Majuskeln, um erhaltene Textzeugen zu bezeichnen, und griechischen Minuskeln zur Bezeichnung von Hyparchetypen, aber auch andere Siglen sind verbreitet.
An der Spitze des Stemma steht entweder das (verlorene) Original und direkt darunter der Archetyp oder nur Letzterer, also die ursprünglichste mit Hilfe der stemmatologischen Methode rekonstruierbare Textstufe. Alle weiteren Textzeugen und Hyparchetypen werden umso weiter unten dargestellt, je mehr Überlieferungsschritte zwischen ihnen und dem Archetypen liegen und/oder je jünger sie sind. Die Beziehung zwischen einer Vorlage und den von ihr unmittelbar abhängigen Textzeugen (Abschriften) wird durch durchgezogene Linien dargestellt, Kontaminationen durch unterbrochene Linien.
Ein Stemma fasst in sehr abstrakter Form die Ergebnisse stemmatologischer Untersuchungen zusammen und illustriert die oft sehr ausführliche Diskussion, meist im Rahmen der Einleitung einer kritischen Edition, teilweise auch in wissenschaftlichen Publikationen, die der Vorbereitung einer solchen Edition dienen.

## Geschichte
Die Vorstellung, dass Handschriften voneinander ‚abstammten‘ bzw. miteinander ‚verwandt‘ seien, sowie entsprechende Metaphern sind bereits im 18. Jahrhundert nachweisbar; das erste gedruckte Stemma und der Erstbeleg des Begriffs stemma codicum stammen aber aus dem frühen 19. Jahrhundert. Eine zentrale Rolle spielt die Erstellung von Stemmata in der stemmatologischen Methode der Textkritik, die vor allem mit Karl Lachmann verbunden wird. Sie war ursprünglich vor allem auf antike literarische Texte, die nur in sehr viel jüngeren Abschriften erhalten sind, zugeschnitten, wurde aber im Laufe des 19. Jahrhunderts auch auf die Edition anderer Texte übertragen. Seit dem späten 20. Jahrhundert werden verschiedene Methoden der algorithmengestützten automatisierten Erstellung von Stemmata erprobt.